# Imperial Automobile Company (Jackson)
Imperial Automobile Company, vorher Jackson Carriage Company, war ein US-amerikanischer Hersteller von Automobilen aus Jackson in Michigan.

## Unternehmensgeschichte
Die Brüder George N. und T. A. Campbell leiteten die Jackson Carriage Company. 1908 begann die Produktion von Automobilen. Der Markenname lautete Imperial. 1909 kam es zur Umfirmierung in Imperial Automobile Company. Im Frühjahr 1912 zerstörte ein Feuer das Werk. Daraufhin wurde eine Fabrik erworben, in der bisher Buick Nutzfahrzeuge herstellte.
1915 kam es zum Zusammenschluss mit der Marion Motor Car Company zur Mutual Motors Corporation. Die Brüder Campbell zogen sich zurück. Fahrzeuge der Marke Imperial gab es bis 1916. Dann wurde die Marke Marion-Handley eingeführt.

## Fahrzeuge
Zunächst standen ausschließlich Fahrzeuge mit einem Vierzylindermotor im Sortiment.  Von 1908 bis 1909 gab es nur den 30/35 HP. Sein Motor war mit 30/35 PS angegeben. Das Fahrgestell hatte 274 cm Radstand. Zur Wahl standen ein Roadster mit vier Sitzen sowie zwei Roadster-Runabout mit zwei und mit drei Sitzen.
1910 war das Model 30 das Einstiegsmodell. Der Motor leistete 30 PS. Der Radstand betrug 269 cm. Einziger Aufbau war ein offener Tourenwagen mit fünf Sitzen. Model 35 und Model 36 hatten einen Motor mit 35 PS, einen Radstand von 284 cm und waren als fünfsitziger Tourenwagen und als viersitziger Roadster karosseriert. Model 45 und Model 46 waren die Spitzenmodelle. Ihr Motor leistete 45 PS. Der Radstand betrug 294 cm. Die zur Wahl stehenden Aufbauten entsprachen den mittleren Modellen.
1911 blieb das Model 30 unverändert. Die Series 35 hatte einen 45-PS-Motor und 284 cm Radstand. Die verschiedenen Aufbauten erhielten unterschiedliche Modellnummern. So war Model 35 als Tourenwagen mit fünf Sitzen und als Roadster mit drei Sitzen erhältlich, Model 37 als Tourenwagen mit sieben Sitzen und Model 38 mit Roadster mit vier Sitzen. Die Series 40 hatte den gleichen Motor, aber 292 cm Radstand. Model 42 war ein siebensitziger Tourenwagen, Model 43 ein zweisitziger Roadster und Model 44 ein fünfsitziger Semi-Torpedo. Neues Spitzenmodell war die Series 50. Der Motor leistete 50 PS. Der Radstand betrug 300 cm. Für Model 50 ist nur überliefert, dass es vordere Türen hatte und Platz für fünf Personen bot. Model 51 war ein fünfsitziger Roadster.
1912 wurde der Begriff Series nicht mehr verwendet. Model 32 und Model 33 hatten einen 35-PS-Motor, 290 cm Radstand und Aufbauten als fünfsitziger Semi-Torpedo und zweisitziger Torpedo. Model 34 hatte 5 PS mehr, 5 cm mehr Radstand und war nur als fünfsitziger Semi-Torpedo Tourenwagen erhältlich. Das Model 44 hatte den gleichen Aufbau, aber einen stärkeren Motor mit 45 PS sowie ein Fahrgestell mit 305 cm Radstand. Bei den bisherigen Model 50 und Model 51 änderten sich nur die Aufbauten. Genannt werden Tourenwagen mit fünf Sitzen und Roadster mit vier Sitzen.
1913 war bei Model 32 und Model 33 die Motorleistung auf 30 PS reduziert worden und gleichzeitig der Radstand auf 315 cm verlängert worden. Der Tourenwagen bot weiterhin fünf Sitze, der Roadster nur noch zwei. Model 34 erhielt einen neuen Radstand von 300 cm und einen Aufbau als fünfsitzigen Tourenwagen. Beim Model 44 als fünfsitziger Tourenwagen wurde der Radstand auf 310 cm verlängert.
1914 war die Motorleistung bei Model 32 und Model 33 mit 28,9 PS angegeben. Der Radstand war auf das Maß von 1912 reduziert worden. Die zur Wahl stehenden Aufbauten änderten sich nicht. Beim Model 34 war die Motorleistung nun mit 32,4 PS angegeben. Neu war das Model 44-6 mit einem Sechszylindermotor, der mit 33,7 PS angegeben war. Der Radstand betrug 320 cm. Die Fahrzeuge waren als Tourenwagen mit fünf Sitzen karosseriert. Das teuerste Modell war das Model 54. Sein Sechszylindermotor war mit 40,9 PS angegeben. Der Radstand maß 348 cm. Der Tourenwagen bot Platz für sieben Sitze.
1915 hatte das Model 56 einen Sechszylindermotor mit 34 PS, einen Radstand von 330 cm und einen Aufbau als siebensitziger Tourenwagen. Das Model 64 war das neue Einstiegsmodell. Sein Vierzylindermotor leistete 22,5 PS. Der Radstand betrug 292 cm. Erhältlich waren zweisitziger Roadster und fünfsitziger Tourenwagen.
1916 stand nur noch das Model 56 als Tourenwagen mit fünf Sitzen im Sortiment.
Die Motoren für die Modelle 44-6, 54, 56 und 64 kamen von der Continental Motors Company.

## Modellübersicht
| Jahr      | Modell                | Ausführung | Zylinder | Leistung (PS) | Radstand (cm) | Aufbau                                                     |
| --------- | --------------------- | ---------- | -------- | ------------- | ------------- | ---------------------------------------------------------- |
| 1908–1909 | 30/35 HP              |            | 4        | 30/35         | 274           | Roadster 4-sitzig, Roadster-Runabout 2-sitzig und 3-sitzig |
| 1910      | Model 30              |            | 4        | 30            | 269           | Tourenwagen 5-sitzig                                       |
| 1910      | Model 35 und Model 36 |            | 4        | 35            | 284           | Tourenwagen 5-sitzig, Roadster 4-sitzig                    |
| 1910      | Model 45 und Model 46 |            | 4        | 45            | 297           | Tourenwagen 5-sitzig, Roadster 4-sitzig                    |
| 1911      | Model 30              |            | 4        | 30            | 269           | Tourenwagen 5-sitzig                                       |
| 1911      | Series 35             | Model 35   | 4        | 45            | 284           | Tourenwagen 5-sitzig, Roadster 3-sitzig                    |
| 1911      | Series 35             | Model 37   | 4        | 45            | 284           | Tourenwagen 7-sitzig                                       |
| 1911      | Series 35             | Model 38   | 4        | 45            | 284           | Roadster 4-sitzig                                          |
| 1911      | Series 40             | Model 42   | 4        | 45            | 292           | Tourenwagen 7-sitzig                                       |
| 1911      | Series 40             | Model 43   | 4        | 45            | 292           | Roadster 2-sitzig                                          |
| 1911      | Series 40             | Model 44   | 4        | 45            | 292           | Semi-Torpedo 4-sitzig                                      |
| 1911      | Series 50             | Model 50   | 4        | 50            | 300           | 5-sitzig                                                   |
| 1911      | Series 50             | Model 51   | 4        | 50            | 300           | Roadster 5-sitzig                                          |
| 1912      | Model 32 und Model 33 |            | 4        | 35            | 290           | Semi-Torpedo 5-sitzig, Torpedo 2-sitzig                    |
| 1912      | Model 34              |            | 4        | 40            | 295           | Semi-Torpedo Tourenwagen 5-sitzig                          |
| 1912      | Model 44              |            | 4        | 45            | 305           | Semi-Torpedo Tourenwagen 5-sitzig                          |
| 1912      | Model 50 und Model 51 |            | 4        | 50            | 300           | Tourenwagen 5-sitzig, Roadster 4-sitzig                    |
| 1913      | Model 32 und Model 33 |            | 4        | 30            | 315           | Tourenwagen 5-sitzig, Roadster 2-sitzig                    |
| 1913      | Model 34              |            | 4        | 40            | 300           | Tourenwagen 5-sitzig                                       |
| 1913      | Model 44              |            | 4        | 45            | 310           | Tourenwagen 5-sitzig                                       |
| 1914      | Model 32 und Model 33 |            | 4        | 28,9          | 290           | Tourenwagen 5-sitzig, Roadster 2-sitzig                    |
| 1914      | Model 34              |            | 4        | 32,4          | 300           | Tourenwagen 5-sitzig                                       |
| 1914      | Model 44-6            |            | 6        | 33,7          | 320           | Tourenwagen 5-sitzig                                       |
| 1914      | Model 54              |            | 6        | 40,9          | 348           | Tourenwagen 7-sitzig                                       |
| 1915      | Model 56              |            | 6        | 34            | 330           | Tourenwagen 7-sitzig                                       |
| 1915      | Model 64              |            | 4        | 22,5          | 292           | Roadster 2-sitzig, Tourenwagen 5-sitzig                    |
| 1916      | Model 64              |            | 4        | 22,5          | 292           | Tourenwagen 5-sitzig                                       |

## Übersicht über Pkw-Marken aus den USA, die Imperial beinhalten
| Marke    | Hersteller                                | Vermarktungsbeginn | Vermarktungsende | Ort, Bundesstaat           |
| -------- | ----------------------------------------- | ------------------ | ---------------- | -------------------------- |
| Imperial | Philadelphia Motor Vehicle Company        | 1900               | 1901             | Philadelphia, Pennsylvania |
| Imperial | Imperial Automobile Company (Detroit)     | 1903               | 1904             | Detroit, Michigan          |
| Imperial | Rodgers & Company                         | 1903               | 1904             | Columbus, Ohio             |
| Imperial | Imperial Motor Car Company (Pennsylvania) | 1907               | 1908             | Williamsport, Pennsylvania |
| Imperial | Imperial Automobile Company (Jackson)     | 1908               | 1916             | Jackson, Michigan          |
| Imperial | Imperial Motor Car Company (Texas)        | 1910               | 1910             | Houston, Texas             |
| Imperial | Imperial (Automarke)                      | 1954               | 1975             | Detroit, Michigan          |